# Chaperiopsis splendida
Chaperiopsis splendida är en mossdjursart som beskrevs av Gordon 1986. Chaperiopsis splendida ingår i släktet Chaperiopsis och familjen Chaperiidae. Inga underarter finns listade i Catalogue of Life.